# Pellegrino (Firenze)
Il Pellegrino era un comune sparso negli immediati dintorni di Firenze.

## Geografia fisica

### Territorio
Il comune del Pellegrino si distingueva per non avere un capoluogo vero e proprio e derivava il suo nome dall'"ospedale del Pellegrino" lungo la via Bolognese, fuori Porta San Gallo. La sede comunale era posta sulla via Bolognese, nell'attuale zona del Ponte Rosso. Una via del Pellegrino si trova ancora oggi tra via Faentina e via Bolognese.
Il suo territorio comprendeva gran parte dei sobborghi fiorentini a nord ed est della cinta muraria, estendendosi per circa 21,5 km² dal fiume Arno alla valle del Terzolle e in cui ricadevano il celeberrimo Parco delle Cascine e le località di Careggi, Montughi, Novoli, Il Pino, Polverosa, Rifredi, Serpiolle e Trespiano.
Al momento della soppressione, il comune contava poco meno di 10 000 abitanti e il suo stemma, evidentemente derivato dal toponimo, raffigurava un pellegrino con bastone. I suoi confini erano compresi tra i comuni di Firenze, Brozzi, Sesto Fiorentino e Fiesole.

## Storia
Il comune fu creato nel 1808 per decisione del governo francese della Toscana, che ne staccò il territorio da quello di Fiesole.
Nel 1865 il comune del Pellegrino venne soppresso col R.D. 2412 26/7/1865, che prevedeva l'espansione del territorio comunale fiorentino (fino ad allora compreso nella cerchia delle mura) per mezzo della soppressione di alcuni comuni (oltre ad esso, scomparvero quelli di Rovezzano e Legnaia) e la riduzione territoriale di altri (Bagno a Ripoli, Galluzzo e Fiesole).
Il suo territorio venne pertanto diviso tra quelli di Firenze (Parco delle Cascine, Rifredi, Montughi, Il Pino, parte di Novoli e parte Polverosa); Fiesole (Trespiano, Serpiolle e Careggi) e Sesto Fiorentino (parte di Novoli, parte di Polverosa e le località del Sodo e del Lippi).
Le porzioni annesse da questi due comuni sono state successivamente unite al comune di Firenze nel 1910 (Fiesole) e nel 1928 (Sesto Fiorentino), in occasione di altri allargamenti del territorio comunale del capoluogo toscano.
Attualmente il territorio, interamente appartenente al comune di Firenze, è suddiviso fra tre quartieri:
- Quartiere 1 Centro Storico, il Parco delle Cascine e la zona di San Jacopino;
- Quartiere 2 Campo di Marte, la borgata de "Il Pino'" e del Ponte Rosso, tra cui l'inizio della Via Faentina;
- Quartiere 5 Rifredi, i rioni di Rifredi, Montughi, Novoli, Polverosa escluso San Jacopino, La Lastra, Trespiano, Serpiolle, Careggi, Sodo e Lippi.

### Stemma
Lo stemma del Comune portava: «di rosso, al pellegrino al naturale movente sulla campagna di verde»